# Comarca de Antequera
La Comarca de Antequera es una de las nueve comarcas de la provincia de Málaga, comunidad autónoma de Andalucía, España. Con capital en Antequera, se ubica al norte de la provincia, dentro del dominio geográfico del Surco Intrabético, limitando al norte con Sevilla y Córdoba, al este con Nororma y Axarquía, al sur con Málaga-Costa del Sol y Valle del Guadalhorce, y al oeste con Guadalteba, por la zona de los Montes de Málaga y la Sierra de Camarolos.

## Geografía
El núcleo humano y geográfico de la comarca lo constituye una llanura por la que discurre el curso alto del río Guadalhorce (que desemboca en las cercanías de Málaga). A esta llanura se la conoce con el nombre de la Vega de Antequera o Los Llanos y se enmarca entre la cordillera Subbética, al norte, y la cordillera Penibética, al sur.
Es una tierra de llanura y campos ondulados salpicados de cerros y colinas, que por su condición de centro geográfico de Andalucía, es el principal nudo de comunicaciones terrestres de ésta.

## Comunicaciones
La comarca ha sido desde siempre un nudo comunicaciones de primer nivel. Actualmente atraviesan la comarca dos importantes autovías: la A-92 Sevilla-Granada-Almería que lo hace en dirección oeste-este y la A-45 Córdoba-Málaga en dirección norte-sur.
La comarca dispone también de la estación de Antequera-Santa Ana ubicada sobre la línea del AVE Córdoba - Málaga.

## Municipios

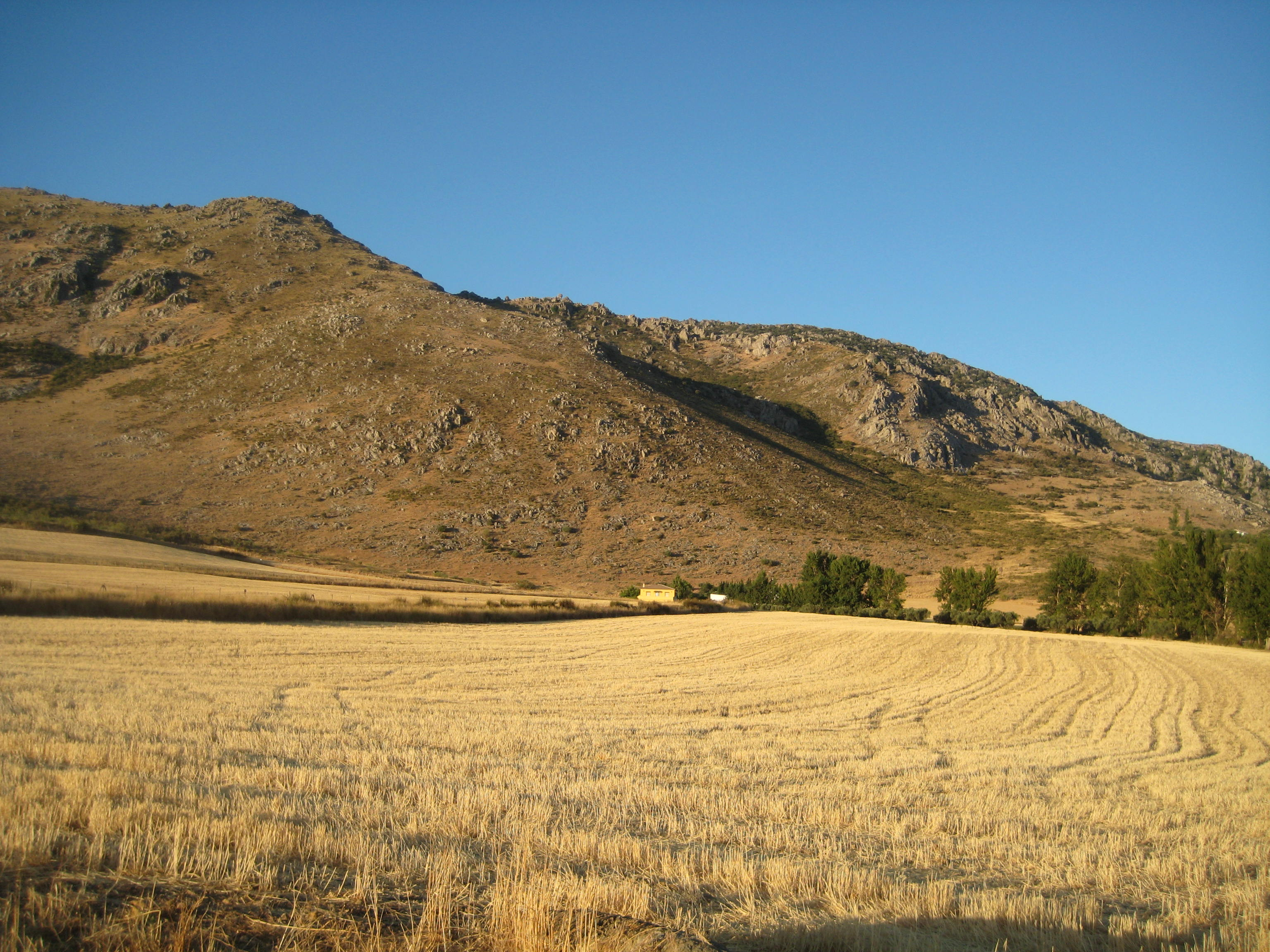
Campiña antequerana.

Según la Diputación de Málaga, la comarca está formada por 7 municipios: Alameda, Antequera, Casabermeja, Fuente de Piedra, Humilladero, Mollina y Villanueva de la Concepción.
| Escudo               | Municipio                   | Población (2022) | Superficie (km²) | Densidad (hab./km²) |
| -------------------- | --------------------------- | ---------------- | ---------------- | ------------------- |
|                      | Antequera                   | 41.184           | 748,25           | 55                  |
|                      | Alameda                     | 5.451            | 65,09            | 83,7                |
|                      | Mollina                     | 5.376            | 74,54            | 72,1                |
|                      | Casabermeja                 | 3.813            | 67,26            | 56,7                |
|                      | Villanueva de la Concepción | 3.295            | 67,35            | 48,9                |
|                      | Humilladero                 | 3.282            | 34,65            | 94,7                |
|                      | Fuente de Piedra            | 2.787            | 90,6             | 30,8                |
| Comarca de Antequera | Comarca de Antequera        | 65.188           | 1147,74          | 56,8                |